# Udviklingsbistand
Udviklingsbistand (også kendt som ulandsbistand) er bistand givet af industrialiserede lande til udviklingslande som støtte til økonomisk udvikling. Hvor humanitærbistand søger at mindske lidelse på kort sigt, søger udviklingsbistand at fjerne fattigdom på langt sigt. 
Normalt bruges termen udviklingsbistand om bistand givet af landes regeringer, men dækker også privat bistand. Igennem de sidste 20 år har den officielle udviklingsbistand (den der gives af regeringer) ligget mellem 50 og 60 mia. dollars. USA er verdens største bidragyder i absolutte tal ($15,7 mia. i 2003), men den mindste blandt de udviklede lande i forhold til BNP  (0,14% i 2003). FN har sat 0,7% af BNP som mål for størrelsen af udviklingshjælp. I øjeblikket lever kun fem lande op til dette mål (Norge giver mest, nemlig 0,92%).